# Kunitači
Kunitači (japonsky 国立市) je město ve středu prefektury Tokio v Japonsku. K roku 2018 v něm žilo bezmála 75 tisíc obyvatel.

## Poloha
Kunitači leží v jihovýchodní části ostrova Honšú. Na východě hraničí s Fučú, na západě s Tačikawou, na severu s Kokubundži a na jihu určuje hranici s Hinem řeka Tama.

## Dějiny
Kunitači vzniklo v roce 1951 sloučením několika vesnic. Městem je od roku 1967.